# Хмелинецкий сельсовет
Хмелинецкий сельсовет — сельское поселение в Задонском районе Липецкой области Российской Федерации.
Административный центр — село Хмелинец.

## История
Статус и границы сельского поселения установлены Законом Липецкой области от 23 сентября 2004 года № 126-ОЗ «Об установлении границ муниципальных образований Липецкой области».

## Население
| 2010  | 2012  | 2013  | 2014  | 2015  | 2016  | 2017  |
| ----- | ----- | ----- | ----- | ----- | ----- | ----- |
| 2385  | ↘2361 | ↘2356 | ↘2354 | ↗2379 | ↗2383 | ↘2348 |
| 2018  | 2021  |       |       |       |       |       |
| ↘2291 | ↘2068 |       |       |       |       |       |

## Состав сельского поселения
| №  | Населённый пункт | Тип населённого пункта       | Население |
| -- | ---------------- | ---------------------------- | --------- |
| 1  | Бехтеевка        | деревня                      | 13        |
| 2  | Колесово 1-е     | деревня                      | 315       |
| 3  | Колесово 2-е     | деревня                      | 31        |
| 4  | Колодезское      | посёлок                      | 67        |
| 5  | Ленинка          | деревня                      | 5         |
| 6  | Липовка          | село                         | 44        |
| 7  | Невежеколодезное | деревня                      | 72        |
| 8  | Нечаево          | деревня                      | 229       |
| 9  | Павловка         | деревня                      | 318       |
| 10 | Полибино         | деревня                      | 130       |
| 11 | Студеновка       | деревня                      | 106       |
| 12 | Хмелинец         | село, административный центр | 1055      |

### Упразднённые населённые пункты
- Александровка — упразднённая в 2001 году деревня[11].
- Васильевка — упразднённая в 2001 году деревня[12].
- Парусное — деревня, вошедшая в 1979 году в состав села Хмелинец.